# Rennrodel-Amerika-Pazifikmeisterschaften
Die Rennrodel-Amerika-Pazifikmeisterschaften sind die Titelwettkämpfe zur Ermittlung der Amerika-Pazifikmeister im Rennrodeln auf der Kunsteisbahn.

## Austragung
Sie werden seit 2011 jährlich von der Fédération Internationale de Luge in den Disziplinen Einsitzer der Frauen und Männer sowie im Doppelsitzer ausgetragen. Die Titelkämpfe werden im sogenannten Race-in-Race-Modus mit einer Weltcupveranstaltung in Nordamerika ausgetragen und finden im regelmäßigen Wechsel auf dem Calgary’s WinSport Bobsleigh/Luge Track in Calgary, im Whistler Sliding Centre in Whistler (beides Kanada) sowie der Olympia-Bobbahn Mount Van Hoevenberg in Lake Placid oder dem Utah Olympic Park Track in Park City (beides Vereinigte Staaten) statt. Aufgrund der COVID-19-Pandemie musste die Austragung 2021 in das Sliding Center Sanki in Sotschi verlegt werden.

## Statistik
Für alle bisherigen Medaillengewinner siehe: Liste der Amerika-Pazifikmeister im Rennrodeln

### Austragungsorte
- Calgary’s WinSport Bobsleigh/Luge Track, Calgary (3): 2011, 2015, 2017
- Olympia-Bobbahn Mount Van Hoevenberg, Lake Placid (3): 2012, 2014, 2018, 2020 (abgesagt)
- Whistler Sliding Centre, Whistler (2): 2013, 2019, 2023
- Utah Olympic Park Track, Park City (2): 2016, 2022
- Sliding Center Sanki, Sotschi (1): 2021

### Erfolgreichste Athleten
- Platzierung: Gibt die Reihenfolge der Athleten wieder. Diese wird durch die Anzahl der Goldmedaillen bestimmt. Bei gleicher Anzahl werden die Silbermedaillen verglichen und anschließend die errungenen Bronzemedaillen.
- Name: Nennt den Namen des Athleten.
- Land: Nennt das Land, für das der Athlet startete.
- Von: Das Jahr, in dem der Athlet die erste Medaille gewonnen hat.
- Bis: Das Jahr, in dem der Athlet die letzte Medaille gewonnen hat.
- Gold: Nennt die Anzahl der gewonnenen Goldmedaillen.
- Silber: Nennt die Anzahl der gewonnenen Silbermedaillen.
- Bronze: Nennt die Anzahl der gewonnenen Bronzemedaillen.
- Gesamt: Nennt die Anzahl aller gewonnenen Medaillen.

#### Einsitzer der Frauen
| Platz | Bild               | Name                                           | Land               | Gold | Silber | Bronze | Gesamt |
| ----- | ------------------ | ---------------------------------------------- | ------------------ | ---- | ------ | ------ | ------ |
| 1     | Emily Fischnaller  | Emily Fischnaller (bis 2025 als Emily Sweeney) | Vereinigte Staaten | 4    | 2      | 0      | 6      |
| 2     | Alex Gough         | Alex Gough                                     | Kanada             | 3    | 1      | 1      | 5      |
| 2     | Erin Hamlin        | Erin Hamlin                                    | Vereinigte Staaten | 3    | 1      | 1      | 5      |
| 4     | Summer Britcher    | Summer Britcher                                | Vereinigte Staaten | 1    | 2      | 2      | 5      |
| 5     | Julia Clukey       | Julia Clukey                                   | Vereinigte Staaten | 1    | 0      | 0      | 1      |
| 6     | Kimberley McRae    | Kimberley McRae                                | Kanada             | 0    | 2      | 1      | 3      |
| 6     | Ashley Farquharson | Ashley Farquharson                             | Vereinigte Staaten | 0    | 2      | 1      | 3      |
| 8     | Brittney Arndt     | Brittney Arndt                                 | Vereinigte Staaten | 0    | 1      | 1      | 2      |
| 9     | Carolyn Maxwell    | Carolyn Maxwell                                | Kanada             | 0    | 1      | 0      | 1      |
| 10    |                    | Dayna Clay                                     | Kanada             | 0    | 0      | 1      | 1      |
| 10    | Trinity Ellis      | Trinity Ellis                                  | Kanada             | 0    | 0      | 1      | 1      |
| 10    | Kate Hansen        | Kate Hansen                                    | Vereinigte Staaten | 0    | 0      | 1      | 1      |
| 10    | Makena Hodgson     | Makena Hodgson                                 | Kanada             | 0    | 0      | 1      | 1      |
| 10    | Embyr-Lee Susko    | Embyr-Lee Susko                                | Kanada             | 0    | 0      | 1      | 1      |

#### Einsitzer der Männer
| Platz | Bild                    | Name                       | Land               | Gold | Silber | Bronze | Gesamt |
| ----- | ----------------------- | -------------------------- | ------------------ | ---- | ------ | ------ | ------ |
| 1     | Tucker West             | Tucker West                | Vereinigte Staaten | 5    | 3      | 1      | 9      |
| 2     | Christopher Mazdzer     | Christopher Mazdzer        | Vereinigte Staaten | 4    | 4      | 2      | 10     |
| 3     | Samuel Edney            | Samuel Edney               | Kanada             | 2    | 2      | 0      | 4      |
| 4     | Jonathan Eric Gustafson | Jonathan Eric Gustafson    | Vereinigte Staaten | 1    | 1      | 1      | 3      |
| 5     | Mitchel Malyk           | Mitchel Malyk              | Kanada             | 0    | 1      | 1      | 2      |
| 6     |                         | Isaac Underwood            | Vereinigte Staaten | 0    | 1      | 0      | 1      |
| 7     | Taylor Morris           | Taylor Morris              | Vereinigte Staaten | 0    | 0      | 2      | 2      |
| 7     |                         | Alexander Michael Ferlazzo | Australien         | 0    | 0      | 2      | 2      |
| 9     |                         | Bruno Banani               | Tonga              | 0    | 0      | 1      | 1      |
| 9     |                         | Aidan Kelly                | Vereinigte Staaten | 0    | 0      | 1      | 1      |
| 9     | Reid Watts              | Reid Watts                 | Kanada             | 0    | 0      | 1      | 1      |

### Doppelsitzer
| Platz | Bild               | Name                                   | Land               | Gold | Silber | Bronze | Gesamt |
| ----- | ------------------ | -------------------------------------- | ------------------ | ---- | ------ | ------ | ------ |
| 1     | Walker/Snith       | Tristan Walker Justin Snith            | Kanada             | 6    | 2      | 0      | 8      |
| 2     | Mortensen/Terdiman | Matt Mortensen Jayson Terdiman         | Vereinigte Staaten | 2    | 2      | 0      | 4      |
| 3     | Mortensen/Griffall | Matt Mortensen Preston Griffall        | Vereinigte Staaten | 1    | 2      | 0      | 3      |
| 4     |                    | Zachary DiGregorio Sean Hollander      | Vereinigte Staaten | 1    | 1      | 0      | 2      |
| 5     | Wardrope/Zajanski  | Devin Wardrope Cole Anthony Zajanski   | Kanada             | 1    | 0      | 2      | 3      |
| 6     | Nash/Corless       | Caitlin Nash Natalie Corless           | Kanada             | 1    | 0      | 1      | 2      |
| 7     |                    | Chevonne Forgan Sophia Kirkby          | Vereinigte Staaten | 1    | 0      | 0      | 1      |
| 8     | Mazdzer/Terdiman   | Christopher Mazdzer Jayson Terdiman    | Vereinigte Staaten | 0    | 2      | 0      | 2      |
| 9     | Krewson/Sherk      | Justin Garret Krewson Andrew Sherk     | Vereinigte Staaten | 0    | 1      | 2      | 3      |
| 10    | Chan/Weiler        | Maya Chan Reannyn Weiler               | Vereinigte Staaten | 0    | 1      | 1      | 2      |
| 11    |                    | Summer Britcher Emily Sweeney          | Vereinigte Staaten | 0    | 1      | 0      | 1      |
| 11    | Kellogg/Segger     | Dana Kellogg Duncan Segger             | Vereinigte Staaten | 0    | 1      | 0      | 1      |
| 12    |                    | Christian Niccum Jayson Terdiman       | Vereinigte Staaten | 0    | 0      | 2      | 2      |
| 13    | Hyrns/Espinoza     | Jacob Hyrns Anthony Espinoza           | Vereinigte Staaten | 0    | 0      | 1      | 1      |
| 13    |                    | Jacob Hyrns Andrew Sherk               | Vereinigte Staaten | 0    | 0      | 1      | 1      |
| 13    |                    | Justin Garret Krewson Tristan Jeskanen | Vereinigte Staaten | 0    | 0      | 1      | 1      |
| 13    |                    | Embyr-Lee Susko Beattie Podulsky       | Kanada             | 0    | 0      | 1      | 1      |
| 13    |                    | Marcus Mueller Ansel Haugsjaa          | Kanada             | 0    | 0      | 1      | 1      |